# Luis Mendoza (judoka)
Luis Mendoza es un deportista mexicano que compitió en judo. Ganó una medalla de oro en el Campeonato Panamericano de Judo de 1960, en la categoría 2.º dan.

## Palmarés internacional
| Campeonato Panamericano | Campeonato Panamericano   | Campeonato Panamericano | Campeonato Panamericano |
| Año                     | Lugar                     | Medalla                 | Categoría               |
| ----------------------- | ------------------------- | ----------------------- | ----------------------- |
| 1960                    | Ciudad de México (México) | Medalla de oro          | 2.º dan                 |